# Prokarionti
Prokariónti ali prokarióti (znanstveno ime Prokaryota) so skupina enoceličnih organizmov z značilno celično zgradbo, ki je preprostejša od evkariontske celice. Filogenetsko se delijo na dve veliki skupini: bakterije (Bacteria) in arheje (Archaea). Slednja skupina je bila prepoznana šele v 80. letih 20. stoletja. 
Genetski material (DNK) prokariontskih celic lebdi prosto v citoplazmi celic. Ni jedrne membrane, ki je ena glavnih značilnosti evkariontskih celic, kot so živalske in rastlinske celice. Do nedavnega so bile bakterije edini znani tip prokariontskih celic, v 1980. letih pa je uporaba novih molekularnih tehnik v filogenetiki odkrila novo skupino prokariontov. Sprva so jo poimenovali arhebakterije (Archaebacteria), pozneje pa preimenovali v arheje. Tako bakterije kot arheje imajo prokariontsko celično zgradbo, vendar si med seboj niso nič bolj sorodne kot z evkarionti.
Arheje in bakterije se v svoji strukturi temeljno razlikujejo od evkariontov, ki vsebujejo celično jedro, več kromosomov in številne druge celične organele, kot so mitohondrij, kloroplast, Golgijev aparat, vakuolo itd. Za razliko od rastlin in živali so prokarionti enocelični organizmi, ki se ne razvijejo ali diferencirajo v večcelično obliko. Nekatere bakterije rastejo v filamentih ali v celičnih masah, vendar je vsaka celica v koloniji enaka in sposobna samostojnega življenja.
Večina prokariontskih celic je v primerjavi z evkariontskimi celicami zelo majhna. Tipična bakterijska celica je velika približno 1 μm, medtem ko so evkariontske celice velike od 10 do 100 μm. Tipična prokariontska celica je velika približno toliko kot evkariontski mitohondrij.
Prokarionti so tako v smislu biomase kot v številu vrst najbolj zastopana oblika življenja na zemlji. Tako npr. prokarionti v morju predstavljajo 90 % skupne teže vseh organizmov, v enem samem gramu plodne zemlje pa je lahko več kot 10 milijard bakterijskih celic. Poznanih je približno 3000 vrst bakterij in arhej, vendar to število verjetno predstavlja manj kot 1 % vseh obstoječih vrst v naravi.